# 服部薬局 (岡山県)
服部薬局株式会社・卸部（はっとりやっきょく）は、かつて存在した医薬品・衛生材料・漢方薬の卸売を中心とする日本の企業である。林薬品に卸部門を譲渡。現在はメディセオ・パルタックホールディングスグループの一社エバルスである。

## 概要
- 本社は岡山県津山市山下
- 代表取締役社長　服部正助

## 沿革
- 昭和25年設立

## 主な取引メーカー
- 武田薬品工業
- バイエル　等